# 書英
書英（1794年—？），字槱珊，号樂三，一号梦麟，阿颜觉罗氏，满洲正白旗人。道光辛巳举人，丙戌进士。
后任翰林院庶吉士，選授安徽建德县知县，之后缘事革职。

## 家族
- 曾祖成禧，岁贡生，候补主事；
- 祖伊靈阿，乾隆乙丑进士，河南南阳县知县；
- 父經文，乾隆癸卯举人，兵部堂主事。[1]